# Liste der Ortschaften im Bezirk Zwettl
Die Liste der Ortschaften im Bezirk Zwettl enthält die 24 Gemeinden und ihre zugehörigen Ortschaften im niederösterreichischen Bezirk Zwettl.
Kursive Gemeindenamen sind keine Ortschaften, in Klammern der Status Markt bzw. Stadt. Die Angaben erfolgen im offiziellen Gemeinde- bzw. Ortschaftsnamen, wie von der Statistik Austria geführt.
- Allentsteig (Stadt)
  - Bernschlag
  - Reinsbach
  - Thaua
  - Zwinzen

- Altmelon (Markt)
  - Dietrichsbach
  - Dürnberg
  - Fichtenbach
  - Großpertenschlag
  - Kleinpertenschlag
  - Kronberg
  - Kronegg
  - Marchstein
  - Perwolfs
  - Schwarzau

- Arbesbach (Markt)
  - Brunn
  - Etlas
  - Haselbach
  - Kamp
  - Neumelon
  - Pretrobruck
  - Purrath
  - Rammelhof
  - Schönfeld
  - Schwarzau
  - Wiesensfeld

- Bad Traunstein (Markt)
  - Biberschlag
  - Dietmanns
  - Gürtelberg
  - Haselberg
  - Hummelberg
  - Kaltenbach
  - Pfaffings
  - Prettles
  - Schönau
  - Spielberg
  - Stein
  - Walterschlag
  - Weidenegg

- Bärnkopf
- Echsenbach (Markt)
  - Gerweis
  - Großkainraths
  - Haimschlag
  - Kleinpoppen
  - Rieweis
  - Wolfenstein

- Göpfritz an der Wild (Markt)
  - Almosen
  - Breitenfeld
  - Georgenberg
  - Kirchberg an der Wild
  - Merkenbrechts
  - Scheideldorf
  - Schönfeld an der Wild
  - Weinpolz

- Grafenschlag (Markt)
  - Bromberg
  - Kaltenbrunn
  - Kleingöttfritz
  - Kleinnondorf
  - Langschlag
  - Schafberg
  - Wielands

- Groß Gerungs (Stadt)
  - Aigen
  - Albern
  - Antenfeinhöfen
  - Blumau
  - Böhmsdorf
  - Dietmanns
  - Egres
  - Etlas
  - Etzen
  - Frauendorf
  - Freitzenschlag
  - Griesbach
  - Groß Meinharts
  - Haid
  - Harruck
  - Häuslern
  - Heinreichs
  - Hypolz
  - Josefsdorf
  - Kinzenschlag
  - Klein Gundholz
  - Klein Reinprechts
  - Klein Wetzles
  - Kotting Nondorf
  - Marharts
  - Mühlbach
  - Nonndorf
  - Ober Neustift
  - Ober Rosenauerwald
  - Oberkirchen
  - Preinreichs
  - Raffelshöfe
  - Reitern
  - Schall
  - Schönbichl
  - Siebenberg
  - Sitzmanns
  - Thail
  - Wendelgraben
  - Wurmbrand

- Großgöttfritz (Markt)
  - Engelbrechts
  - Frankenreith
  - Großweißenbach
  - Kleinweißenbach
  - Reichers
  - Rohrenreith
  - Sprögnitz

- Gutenbrunn (Markt)
  - Ulrichschlag

- Kirchschlag (Markt)
  - Bernhardshof
  - Eck
  - Gaßles
  - Kienings
  - Merkengerst
  - Pleßberg
  - Roggenreith
  - Scheib
  - Schneeberg

- Kottes-Purk (Markt)
  - Bernhards
  - Dankholz
  - Doppl
  - Elsenreith
  - Ensberg
  - Ernst
  - Felles
  - Fohra
  - Gotthardschlag
  - Gschwendt
  - Günsles
  - Heitzles
  - Hörans
  - Kalkgrub
  - Koppenhof
  - Kottes
  - Leopolds
  - Münichreith
  - Pfaffenschlag
  - Pötzles
  - Purk
  - Reichpolds
  - Richterhof
  - Runds
  - Schoberhof
  - Singenreith
  - Teichmanns
  - Trittings
  - Voirans
  - Voitsau
  - Weikartschlag
  - Wernhies

- Langschlag (Markt)
  - Bruderndorf
  - Bruderndorferwald
  - Fraberg
  - Kainrathschlag
  - Kasbach
  - Kehrbach
  - Kleinpertholz
  - Kogschlag
  - Langschlägerwald
  - Mittelberg
  - Mitterschlag
  - Münzbach
  - Reichenauerwald
  - Schmerbach
  - Siebenhöf
  - Stierberg
  - Streith

- Martinsberg (Markt)
  - Edlesberg
  - Größenbach
  - Holzwiese
  - Hundsbach
  - Kleingerungs
  - Kleinpertholz
  - Loitzenreith
  - Mitterndorf
  - Oed
  - Pitzeichen
  - Poggschlag
  - Reitzendorf
  - Thumling
  - Walpersdorf
  - Weixelberg
  - Wiehalm

- Ottenschlag (Markt)
  - Bernreith
  - Endlas
  - Jungschlag
  - Neuhof
  - Oedwinkel
  - Reith

- Pölla (Markt)
  - Altpölla
  - Döllersheim
  - Franzen
  - Kienberg
  - Kleinenzersdorf
  - Kleinraabs
  - Krug
  - Neupölla
  - Nondorf
  - Ramsau
  - Reichhalms
  - Schmerbach am Kamp
  - Waldreichs
  - Wegscheid am Kamp
  - Wetzlas

- Rappottenstein (Markt)
  - Aggsbach
  - Arnreith
  - Dietharts
  - Grossgundholz
  - Grötschen
  - Grünbach
  - Hausbach
  - Höhendorf
  - Kirchbach
  - Kleinkamp
  - Kleinnondorf
  - Lembach
  - Neustift
  - Oberrabenthan
  - Pehendorf
  - Pfaffendorf
  - Pirkenreith
  - Reichenbach
  - Riebeis
  - Ritterkamp
  - Roiten
  - Selbitz

- Sallingberg (Markt)
  - Armschlag
  - Grainbrunn
  - Großnondorf
  - Heubach
  - Kamles
  - Kleinhaslau
  - Lugendorf
  - Moniholz
  - Rabenhof
  - Spielleithen
  - Voitschlag

- Schönbach (Markt)
  - Aschen
  - Dorfstadt
  - Fichtenhöfen
  - Grub im Thale
  - Klein-Siegharts
  - Lengau
  - Lichtenau
  - Lohn
  - Pernthon

- Schwarzenau (Markt)
  - Ganz
  - Großhaselbach
  - Hausbach
  - Limpfings
  - Modlisch
  - Schlag
  - Stögersbach

- Schweiggers (Markt)
  - Großreichenbach
  - Kleinwolfgers
  - Limbach
  - Mannshalm
  - Meinhartschlag
  - Perndorf
  - Reinbolden
  - Sallingstadt
  - Schwarzenbach
  - Siebenlinden
  - Streitbach
  - Unterwindhag
  - Vierlings
  - Walterschlag
  - Windhof

- Waldhausen (Markt)
  - Brand
  - Gutenbrunn
  - Hirschenschlag
  - Königsbach
  - Loschberg
  - Niedernondorf
  - Niederwaltenreith
  - Obernondorf
  - Rappoltschlag
  - Werschenschlag
  - Wiesenreith

- Zwettl-Niederösterreich (Stadt)
  - Annatsberg
  - Bernhards
  - Böhmhöf
  - Bösenneunzen
  - Edelhof
  - Eschabruck
  - Friedersbach
  - Gerlas
  - Germanns
  - Gerotten
  - Gradnitz
  - Großglobnitz
  - Großhaslau
  - Gschwendt
  - Guttenbrunn
  - Hörmanns
  - Hörweix
  - Jagenbach
  - Jahrings
  - Kleehof
  - Kleinmeinharts
  - Kleinotten
  - Kleinschönau
  - Koblhof
  - Marbach am Walde
  - Mayerhöfen
  - Merzenstein
  - Mitterreith
  - Moidrams
  - Negers
  - Neusiedl
  - Niederglobnitz
  - Niederneustift
  - Niederstrahlbach
  - Oberstrahlbach
  - Oberwaltenreith
  - Ottenschlag
  - Purken
  - Ratschenhof
  - Rieggers
  - Ritzmannshof
  - Rosenau Dorf
  - Rosenau Schloss
  - Rottenbach
  - Rudmanns
  - Schickenhof
  - Syrafeld
  - Unterrabenthan
  - Unterrosenauerwald
  - Uttissenbach
  - Waldhams
  - Wolfsberg
  - Zwettl Stift